# Уэйн (округ, Джорджия)
Уэ́йн (англ. Wayne County) — округ штата Джорджия, США. Население округа на 2000 год составляло 26 565 человек. Административный центр округа — город Джесуп.

## История
Округ Уэйн основан на землях, полученных штатом Джорджия от индейцев-криков по договору 1802 года в форте Уилкинсон. Указ об учреждении округа подписан губернатор Джон Милледж в 1803 году.

## География
Округ занимает площадь 1670.5 км2.

## Демография
Согласно Бюро переписи населения США, в округе Уэйн в 2000 году проживало 26 565 человек. Плотность населения составляла 15.9 человек на квадратный километр.